# 10044 Squyres
10044 Squyres este un asteroid din centura principală de asteroizi.

## Descriere
10044 Squyres este un asteroid din centura principală de asteroizi. A fost descoperit pe 15 septembrie 1985 la Observatorul Palomar de Carolyn S. Shoemaker și Eugene M. Shoemaker. Asteroidul prezintă o orbită caracterizată de o semiaxă mare de 2,56 ua, o excentricitate de 0,33 și o înclinație de 16,5° în raport cu ecliptica.